# Hymenostephium
Hymenostephium, biljni rod iz porodice glavočika (Compositae) smješten u podtribus Helianthinae, dio tribusa Heliantheae.
Ovaj je rod opisan 1873. godine i sastoji se od 22 vrste zeljastog bilja i grmova raširenih od Meksika preko Srednje Amerike na jug do Argentine. Hymenostephium je oživljen i povećan kako bi uključio niz vrsta sličnog habita i omotača, uključujući članove Viguiera sect. Diplostichis, Haploca-lymma i Garcilassa. Iako rezultati cpDNA svrstavaju morfološki prepoznatljivi Sclerocarpus unutar klade uključujući vrste Hymenostephium, ITS podaci bili su u skladu s morfologijom i sugerirali da se radi o posebnoj lozi..

## Vrste
1. Hymenostephium anomalum (S.F.Blake) E.E.Schill. & Panero
2. Hymenostephium brandegeei (S.F.Blake) E.E.Schill. & Panero
3. Hymenostephium cordatum (Hook. & Arn.) S.F.Blake
4. Hymenostephium debile (Cabrera) Cabrera
5. Hymenostephium gracillimum (Brandegee) E.E.Schill. & Panero
6. Hymenostephium hintonii (H.Rob.) E.E.Schill. & Panero
7. Hymenostephium kingii (McVaugh) E.E.Schill. & Panero
8. Hymenostephium lepidostephanum (Cuatrec.) E.E.Schill. & Panero
9. Hymenostephium meridense S.F.Blake
10. Hymenostephium molinae (H.Rob.) E.E.Schill. & Panero
11. Hymenostephium mucronatum (S.F.Blake) E.E.Schill. & Panero
12. Hymenostephium quitensis (Benth.) E.E.Schill. & Panero
13. Hymenostephium rivularis (Poepp.) E.E.Schill. & Panero
14. Hymenostephium rudbeckioides S.F.Blake
15. Hymenostephium serratum (Rusby) E.E.Schill. & Panero
16. Hymenostephium strigosum (Klatt) E.E.Schill. & Panero
17. Hymenostephium superaxillare S.F.Blake
18. Hymenostephium tenue (A.Gray) E.E.Schill. & Panero
19. Hymenostephium uniseriatum E.E.Schill. & Panero
20. Hymenostephium viride Steyerm.
21. Hymenostephium websteri (B.L.Turner) E.E.Schill. & Panero
22. Hymenostephium woronowii (S.F.Blake) E.E.Schill. & Panero

## Sinonimi
- Garcilassa Poepp.; Poepp. & Endl., Nov. Gen. Sp. Pl. 3: 45 (1843)
- Haplocalymma S.F.Blake; Proc. Amer. Acad. Arts 51: 517 (1916)
- Microcephalum Sch.Bip. ex Klatt; Leopoldina 23: 90 (1887), nom. inval.